# شهرستان نیژنتاودینسکی
شهرستان نیژنتاودینسکی (به لاتین: Nizhnetavdinsky District) یک شهرستان در روسیه است که در استان تیومن واقع شده‌است.